# 1358
1358 (MCCCLVIII) fue un año común comenzado en lunes del calendario juliano, en vigor en aquella fecha.

## Acontecimientos
- 16 de marzo - El rey Haakon VI Magnusson de Noruega designa la ciudad de Skien como una ciudad con privilegios comerciales, lo cual la hace el sexto pueblo con condición de ciudad en el país.
- 28 de mayo - La Jacquerie, una revuelta popular que empezó en Francia durante la guerra de los Cien Años.
- 27 de junio - Se funda la República de Ragusa.
- 10 de julio - Batalla de Mello, la Jacquerie es derrotada por nobles franceses liderados por Carlos II de Navarra.
- ? - Nankín se convierte en la ciudad más grande del mundo.

## Nacimientos
- 24 de agosto - Juan I de Castilla.
- 25 de septiembre - Ashikaga Yoshimitsu

## Fallecimientos
- 29 de mayo - Fadrique Alfonso de Castilla
- 7 de junio - Ashikaga Takauji, shōgun japonés.
- Junio - Pedro Ponce de Cabrera, señor de la Casa de Cabrera de Córdoba y de la Torre de Arias Cabrera. Fue ejecutado en Córdoba por orden de Pedro I de Castilla.
- Junio - Fernando Alfonso de Gahete. Ejecutado en Córdoba junto con el anterior por orden de Pedro I de Castilla.
- 12 de junio - Infante Juan de Aragón, hijo de Alfonso IV de Aragón. Fue asesinado en Bilbao por orden de Pedro I de Castilla.
- 16 de agosto - Alberto II, Duque de Austria.
- 22 de agosto - Isabel de Francia, reina de Inglaterra.

- Fecha desconocida
  - Isabel Bruce, reina noruega
  - Jean Buridan, filósofo francés.